# Felix Flügel
Carl Felix Alfred Flügel (* 18. Dezember 1820 in Leipzig; † 6. Februar 1904 ebenda) war ein deutscher Anglist und Lexikograf.

## Leben
Carl Felix Alfred Flügel war der Sohn des Leipziger Philologen und Lexikografen Johann Gottfried Flügel.
Felix Flügel studierte an der Universität Leipzig und wurde dort zum Dr. phil. promoviert. Nach Abschluss seines Studiums arbeitete er ab 1845 gemeinsam mit seinem Vater an der Veröffentlichung von lexikalischen Werken. 1852 wurde er in Leipzig zunächst Vize-Konsul und nach dem Tod seines Vaters 1855 Konsul für die Vereinigten Staaten und übernahm die Geschäfte der Smithsonian Institution für Deutschland und diverse angrenzende Länder.
Er war seit 1855 Ehrenmitglied der Naturwissenschaftlichen Gesellschaft ISIS, seit 1856 Mitglied der Naturforschenden Gesellschaft zu Emden und wurde am 5. Januar 1857 mit dem akademischen Beinamen Eber zum Mitglied (Matrikel-Nr. 1789) der Leopoldina gewählt. Im Jahr 1866 wurde er Ehrenmitglied der naturforschenden Gesellschaft zu Bamberg.
Er war mit der Amerikanerin Pauline, geborene Mencke, einer Urenkelin des Leipziger Historikers Johann Burckhardt Mencke, verheiratet. Der gemeinsame Sohn Ewald Flügel (1863–1914) trat als Anglist/Amerikanist und Lexikograf in die Fußstapfen des Vaters und des Großvaters. Ewald Flügel habilitierte sich 1888 in Leipzig bei Richard Wülker, bevor er 1892 einem Ruf an die Stanford University folgte.